# Brachygaster bleusei
Brachygaster bleusei är en stekelart som beskrevs av Maurice Pic 1923. Brachygaster bleusei ingår i släktet Brachygaster och familjen hungersteklar. Inga underarter finns listade.